# Malakal (île)
Pour les articles homonymes, voir Malakal.
Malakal (« Ngemelachel » en paluan) est une île de l'État de Koror aux Palaos. C'est le site du port de Koror et de la station radio T8AA-AM.